# Kecamatan Rawasulu
Kecamatan Rawasulu är ett distrikt i Indonesien.   Det ligger i provinsen Sumatera Selatan, i den västra delen av landet, 600 km nordväst om huvudstaden Jakarta.